# Michał Antoniewicz
Michał Antoniewicz (n. 7 iulie 1897, Cracovia, Austro-Ungaria – d. 1 decembrie 1989, Austin, Texas, SUA) a fost un ofițer ce a reprezentat A Doua Republică Poloneză, medaliat olimpic. A participat la o ediție a Jocurilor Olimpice (1928) în care a câștigat o medalie de argint și o medalie de bronz.